# Manfred Krug

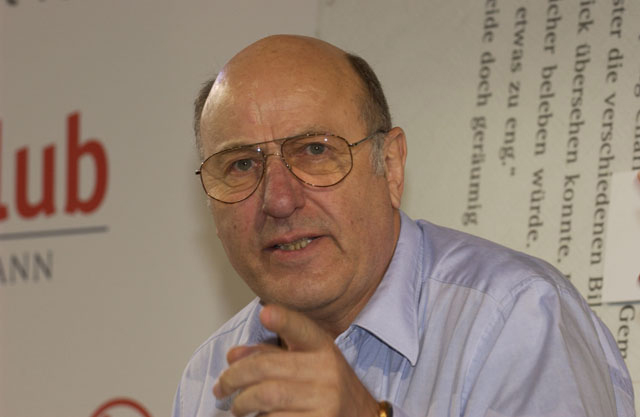
Manfred Krug 2003.

Manfred Krug, född 8 februari 1937 i Duisburg, död 21 oktober 2016 i Berlin, var en tysk skådespelare och sångare. Han var en av Östtysklands största stjärnor, men förargade regimen med sin kritik, och flyttade 1977 till Västtyskland där han fortsatte sin karriär. Bland annat spelade han i TV-serierna Tatort och Liebling Kreuzberg. 